# Gare des Rochers-de-Naye
Ne doit pas être confondu avec Rochers de Naye.
La gare des Rochers-de-Naye est une gare ferroviaire située sur le territoire de la commune suisse de Veytaux, dans le canton de Vaud. Elle est située à proximité directe du sommet des Rochers de Naye, culminant à 2 042 mètres d'altitude.

## Situation ferroviaire
Établie à 1 973 mètres d'altitude, la gare des Rochers-de-Naye est située au point kilométrique 7,63 de la section de Glion à la gare des Rochers-de-Naye sur la ligne Montreux-Glion-Rochers de Naye. Elle est située après la gare de la Perche et est le terminus de la ligne.
Elle est dotée de deux voies à quai dont une utilisée usuellement et pouvant accueillir des trains longs.

## Histoire
La gare des Rochers-de-Naye a été mise en service en 1892 avec l'ouverture de la ligne de Glion aux Rochers-de-Naye,,. L'électrification de l'entier de la ligne est inaugurée le 25 juillet 1938,. Les compagnies Montreux-Glion (MGI) et Glion-Rochers de Naye (GN) ont fusionné le 27 mai 1988 avant de fusionner une seconde fois avec l'exploitant du funiculaire Territet– Glion (TG) en Montreux-Territet-Glion-Rochers de Naye (MTGN) le 5 juin 1992. Le MTGN a enfin fusionné entre autres avec les Chemins de fer électriques veveysans (CEV) sous le nom de « Transports Montreux-Vevey-Riviera » (MVR) le 1er janvier 2001.

## Service des voyageurs

### Accueil
La gare des Rochers-de-Naye est à moitié située dans un bâtiment semi-enterré situé sous un restaurant. La sortie de la gare se fait à niveau avec le sol depuis l'extérieur ou grâce à un escalier à l'intérieur du bâtiment protégeant l'arrière de la gare. On y trouve également un distributeur automatique de titres de transport.
La gare n'est pas accessible aux personnes à mobilité réduite.

Diverses vues de la gare
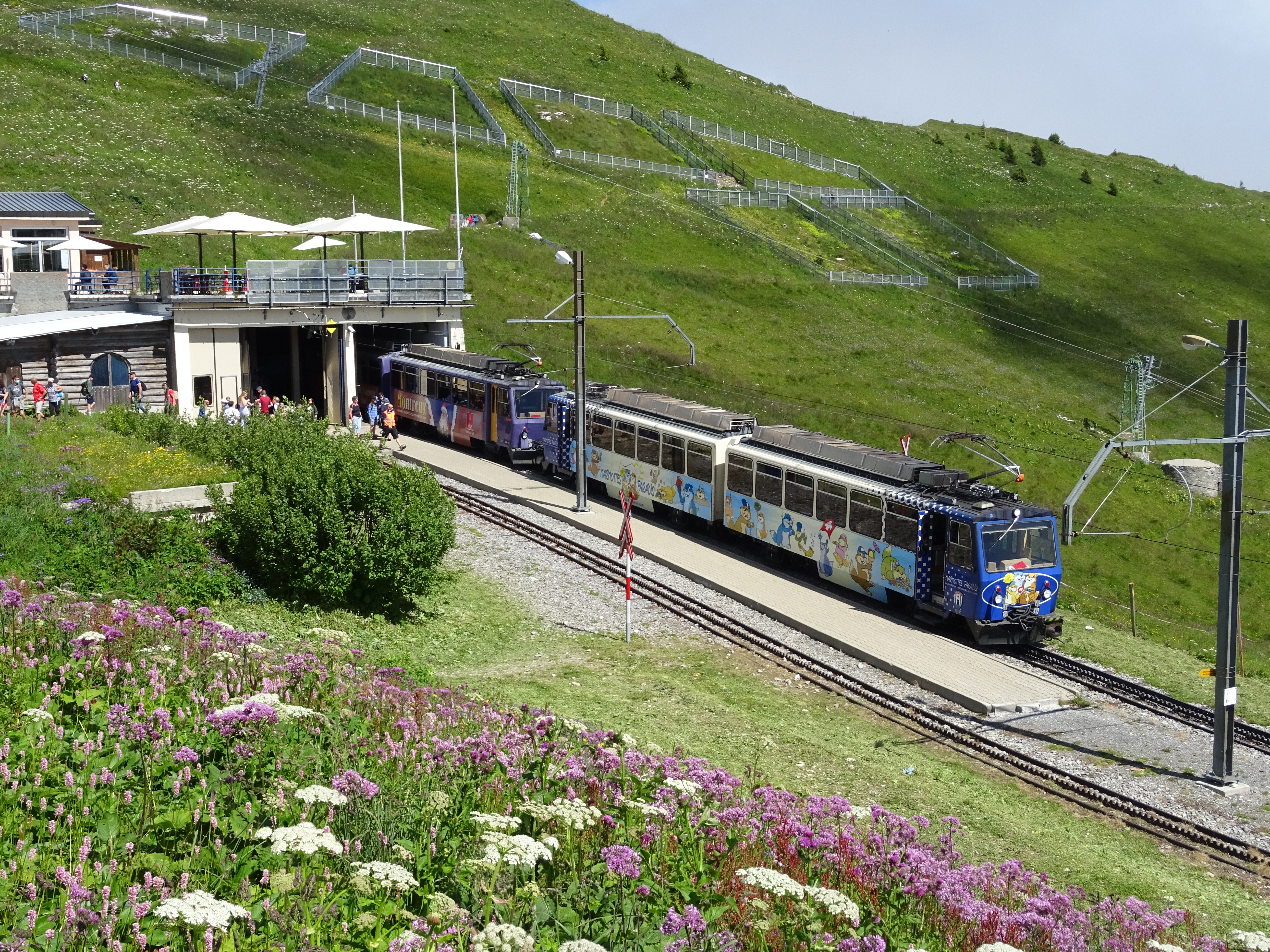
Train à quai en gare des Rochers-de-Naye.
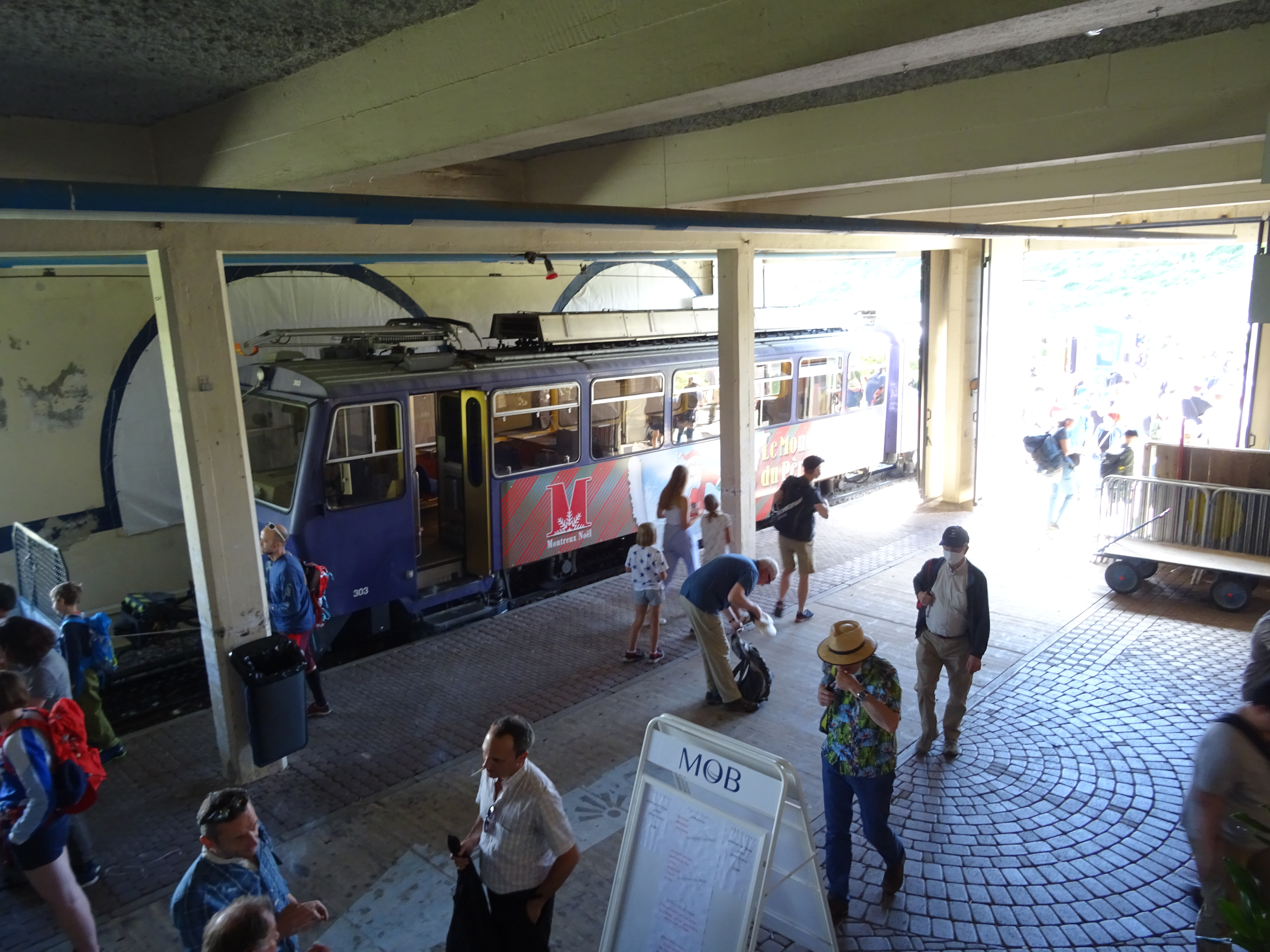
Avant d'un train dans l'intérieur de la gare.
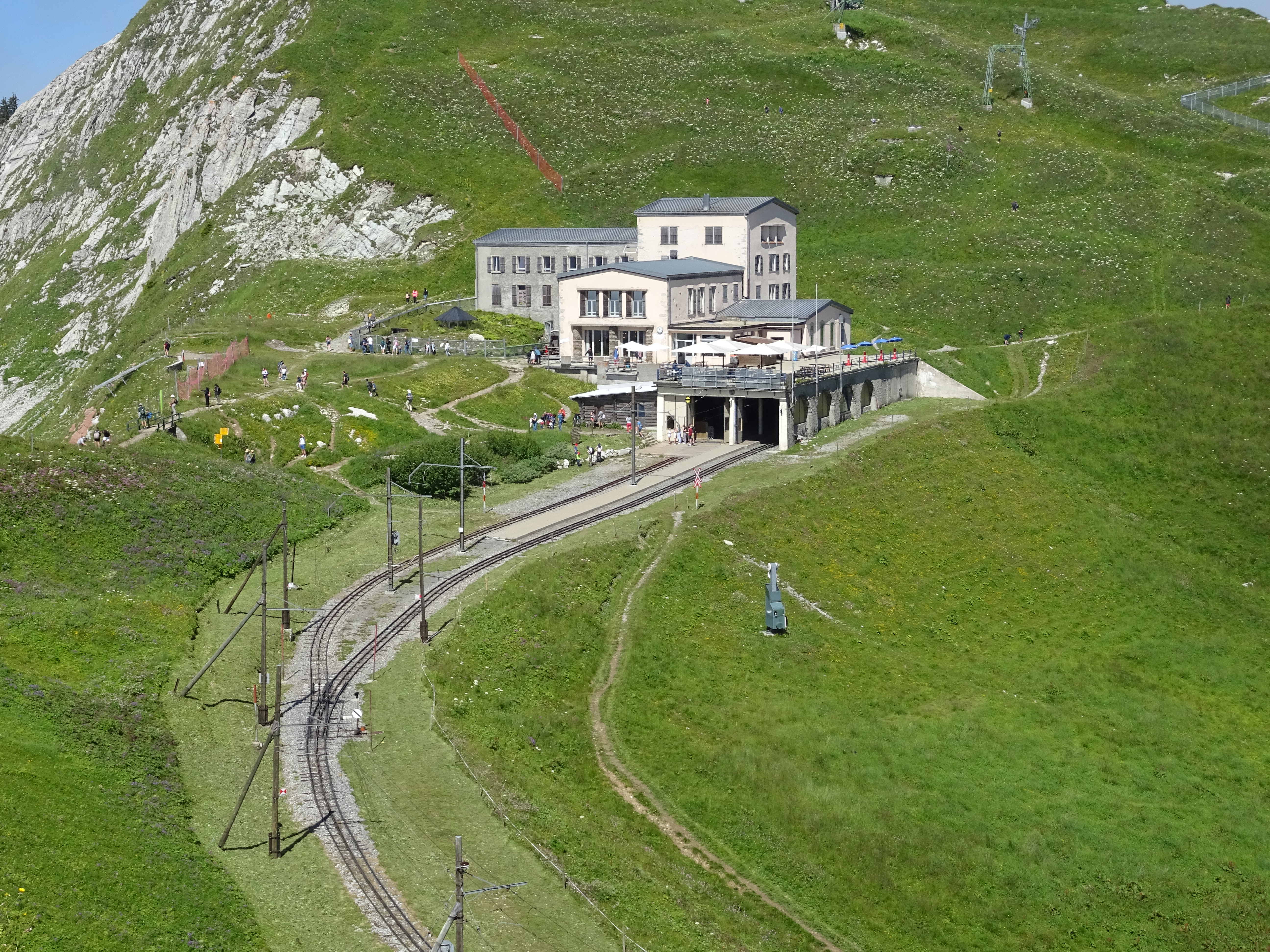
Vue générale depuis le sentier menant au sentier du jardin alpin.
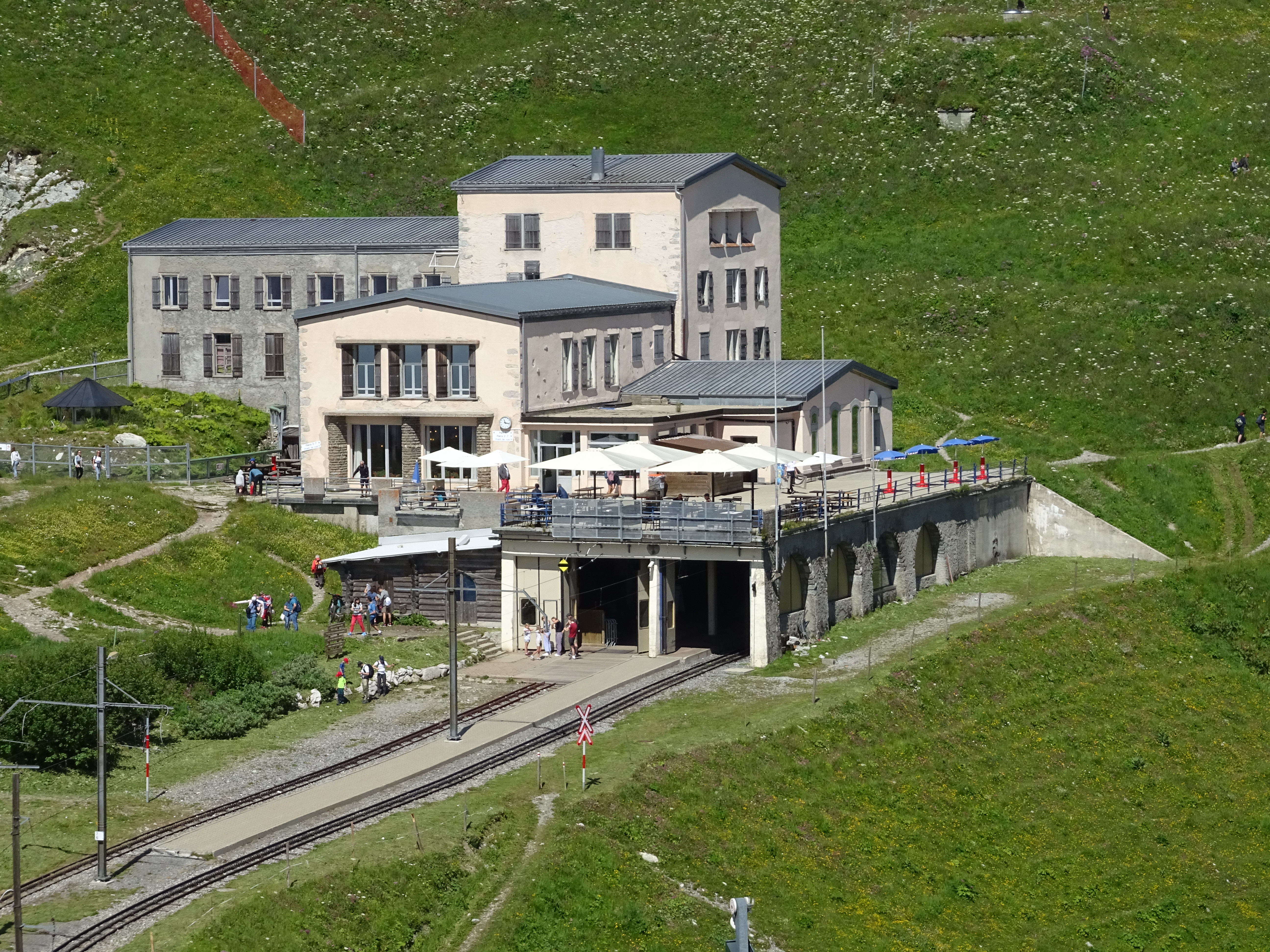
Zoom sur la gare.

### Desserte
La gare est desservie par un train par heure et par sens, en provenance ou en direction de la gare de Montreux du mercredi au dimanche en hiver, à l'exception de la période de Noël et tous les jours le restant de l'année.

### Intermodalité
La gare des Rochers-de-Naye n'est en correspondance avec aucune autre ligne de transports publics.